# Ustawa o ochronie danych osobowych
Ustawa o ochronie danych osobowych – polska ustawa, uchwalona przez Sejm RP, regulująca kwestie prawne związane z ochroną danych osobowych, w szczególności zapewniająca stosowanie przepisów ogólnego rozporządzenia o ochronie danych (RODO).

## Ustawa z 2018 roku

### Uchwalenie ustawy
10 maja 2018 roku Sejm RP VIII kadencji uchwalił nową ustawę o ochronie danych osobowych, która zastąpiła ustawę z 1997 roku. Ustawa zapewnia stosowanie rozporządzenia Parlamentu Europejskiego i Rady (UE) 2016/679, które obowiązuje w polskim porządku prawnym bezpośrednio i ma zastosowanie od dnia 25 maja 2018 r. oraz ustanawia nowy organ właściwy w sprawie ochrony danych osobowych – Prezesa Urzędu Ochrony Danych Osobowych. Ustawa weszła w życie 25 maja 2018 roku. Nad przepisami ustawy pracowało Ministerstwo Cyfryzacji.

### Zakres ustawy
Ustawa o ochronie danych osobowych opisuje w szczególności następujące zagadnienia:
- ograniczenia lub wyłączenia przepisów ustawy lub RODO (art. 2-6 ustawy),
- inspektor ochrony danych (art. 8-11 ustawy):
  - organy publiczne zobowiązane do jego wyznaczenia,
  - sposób zawiadomienia PUODO o wyznaczeniu IOD
  - sposób udostępniania danych inspektora przez podmiot, który go wyznaczył
- certyfikacja w zakresie ochrony danych osobowych, o której mowa w art. 42 RODO (art. 12-26)
- kodeksy postępowania, o których mowa w art. 40 RODO, pomagające we właściwym stosowaniu RODO (art. 27-33)
- Prezes Urzędu Ochrony Danych Osobowych jako organ nadzorczy, zastępujący GIODO (art. 34-59 ustawy)
- postępowanie w sprawie naruszenia przepisów o ochronie danych osobowych (art. 60-74 ustawy)
- kontrola przestrzegania przepisów o ochronie danych osobowych (art. 78-91 ustawy)

### Nowelizacje
Ustawę znowelizowano 2 razy. Ostatnia zmiana weszła w życie w 2019 roku.

## Ustawa z 1997 roku
Ustawa z dnia 29 sierpnia 1997 r. określała:
- zasady przetwarzania danych osobowych osób fizycznych;
- prawa osób fizycznych, których dane osobowe są lub mogą być przetwarzane w zbiorach danych;
- organy ochrony danych osobowych;
- kompetencje Generalnego Inspektora Ochrony Danych Osobowych;
- zasady zabezpieczania danych osobowych;
- zasady rejestracji zbiorów danych osobowych;
- zasady przekazywania danych osobowych do państwa trzeciego.

Ustawę znowelizowano wielokrotnie. Ostatnia zmiana weszła w życie 1 lutego 2018 roku, zaledwie 3 miesiące przed wejściem nowej ustawy. Ustawa zapewniała też stosowanie Dyrektywy 95/46/EC Parlamentu Europejskiego i Rady z dnia 24 października 1995 w sprawie ochrony osób fizycznych w zakresie przetwarzania danych osobowych oraz swobodnego przepływu tych danych.
Utraciła moc 25 maja 2018 roku, z wyjątkiem części przepisów, które zachowują moc w odniesieniu do przetwarzania danych osobowych w celu rozpoznawania, zapobiegania, wykrywania i zwalczania czynów zabronionych, prowadzenia postępowań w sprawach dotyczących tych czynów oraz wykonywania orzeczeń w nich wydanych, kar porządkowych i środków przymusu w zakresie określonym w przepisach stanowiących podstawę działania służb i organów uprawnionych do realizacji zadań w tym zakresie. Będą one obowiązywały do dnia wejścia w życie przepisów wdrażających dyrektywę Parlamentu Europejskiego i Rady (UE) 2016/680 z dnia 27 kwietnia 2016 roku w sprawie ochrony osób fizycznych w związku z przetwarzaniem danych osobowych przez właściwe organy do celów zapobiegania przestępczości, prowadzenia postępowań przygotowawczych, wykrywania i ścigania czynów zabronionych i wykonywania kar, w sprawie swobodnego przepływu takich danych oraz uchylającą decyzję ramową Rady 2008/977/WSiSW. Ministerstwo Spraw Wewnętrznych i Administracji opracowało w 2018 roku projekt ustawy o ochronie danych osobowych przetwarzanych w związku z zapobieganiem i zwalczaniem przestępczości. 14 grudnia 2018 roku Sejm RP VIII kadencji uchwalił ustawę o ochronie danych osobowych przetwarzanych w związku z zapobieganiem i zwalczaniem przestępczości. Ustawa weszła w życie po upływie 14 dni od dnia ogłoszenia w Dzienniku Ustaw, czyli 6 lutego 2019 roku.